# Dogbo-Tota
Dogbo-Tota ili Dogbo je grad u Beninu, glavni grad departmana Couffo. Nalazi se na cesti Lokossa - Aplahoué, 20 km istočno od togoanske granice i oko 60 km od Atlantskog oceana. Poznat je kao sajmišni centar: sajam se održava svaka četiri dana s početkom u 12 sati i traje do kasno u noć. Grad ima dvije bolnice.
Prema popisu iz 2002. godine, Dogbo-Tota je imao 31.107 stanovnika.